# Treindienstregeling 2015 in Nederland

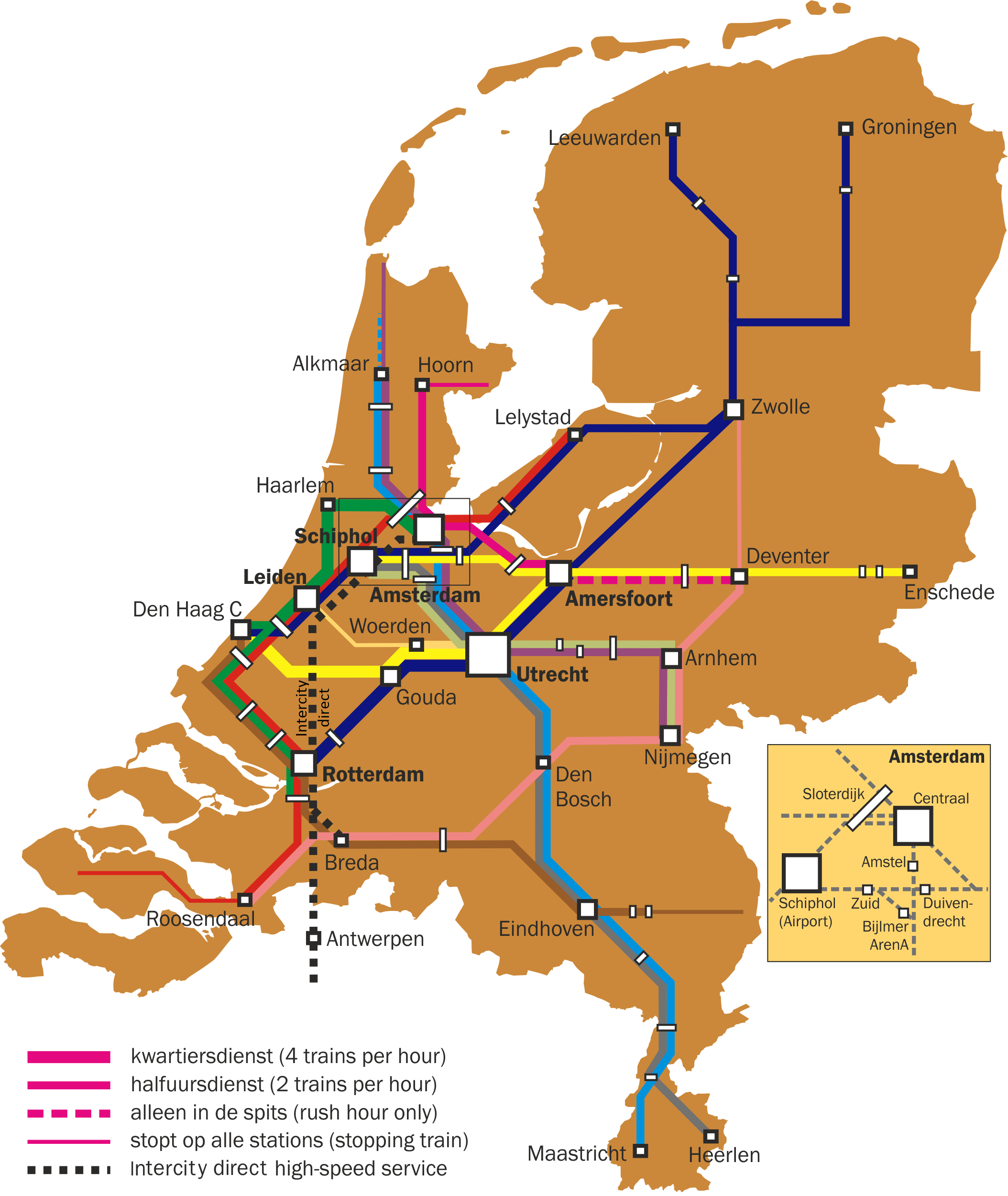
Intercitynet 2015. Op de paarse stippellijn tussen Amersfoort en Deventer rijdt in de spitsuren elk half uur een intercity en tussen de spitsuren elk uur.

De dienstregeling 2015 van de spoorvervoerders in Nederland geldt van 14 december 2014 tot 13 december 2015. Naast kleine aanpassingen zijn er de volgende grotere wijzigingen ten opzichte van de dienstregeling 2014.

## Nieuwe stations
- Station Nijmegen Goffert, gelegen tussen Nijmegen en Nijmegen Dukenburg. Aan dit station stoppen per uur niet alleen de twee sprinters Nijmegen – 's-Hertogenbosch, maar in de brede spits ook twee extra sprinters tussen Nijmegen en Wijchen.
- Station Barneveld Zuid, gelegen tussen Barneveld Centrum en Lunteren, is per 2 februari 2015 geopend. Vanaf de opening van dit station is de Connexxion-stoptrein op de Valleilijn van Amersfoort naar Barneveld Centrum doorgetrokken naar Barneveld Zuid, dat hierdoor vier keer per uur verbonden wordt met Amersfoort en twee keer per uur met Lunteren en Ede-Wageningen.

## Sprinters
In de nieuwe concessie van het Hoofdrailnet, voor de periode 2015-2025, is vastgelegd dat alle stations aan het hoofdrailnet op werkdagen tot 20:00 ten minste twee keer per uur bediend moeten worden.
Daarom is van de volgende sprinterdiensten bij de NS die op werkdagen buiten de spits voorheen één keer per uur reden, de frequentie op werkdagen tot ongeveer 20:00 uur verhoogd naar twee keer per uur:
- Dordrecht – Roosendaal
- Dordrecht – Breda
- Ede-Wageningen – Arnhem Centraal
- Sittard – Heerlen

## Intercity's en internationaal
- De intercity's van Enkhuizen en Amsterdam Centraal naar Amersfoort Centraal rijden tussen de spitsuren, op de momenten dat de internationale trein naar Berlijn niet rijdt, één keer per twee uur door naar Deventer. Hierdoor vormen zij samen met de Berlijnse treinen en de intercity's naar/van Enschede drie keer per uur (spitsuren vier keer) een intercityverbinding tussen Amersfoort, Apeldoorn en Deventer.
- De laatste intercity van de dag van Amsterdam Centraal naar Bad Bentheim is vervallen. Hiervoor in de plaats rijdt een binnenlandse intercity naar Enschede.
- Op maandag tot en met zaterdag vertrekt vanuit Amsterdam rond 5 uur 's ochtends een intercity naar Berlijn. Vanuit Bad Bentheim vertrekt twee uur eerder dan voorheen de eerste trein naar Amsterdam.
- De intercity tussen Den Haag HS en Brussel Zuid (voorheen Beneluxtrein) begint weer in Amsterdam Centraal en stopt ook in Station Schiphol Airport. Deze intercity rijdt weer één keer per uur. Vergeleken met de vroegere Beneluxtrein is deze verbinding ongeveer een half uur trager door relatief lange stops in Den Haag HS en Rotterdam Centraal en doordat via station Brussel-Nationaal-Luchthaven wordt gereden.
- De EN Jan Kiepura vanuit Amsterdam Centraal via Arnhem naar Kopenhagen/Warschau/Praag is vervallen.
- De L-trein (stoptrein) van de NMBS tussen Maastricht en Luik is vervangen door een intercity (IC 13 in het Vervoersplan 2015 van de NMBS[2]) van Maastricht die doordeweeks doorgaat naar Hasselt, en beide Limburgse hoofdsteden verbindt met een omweg via Luik. Ondanks de status van IC-trein stopt de trein op het deeltraject Maastricht – Luik op alle tussengelegen stations.

## Binnenlands nachtnet
In het weekend rijden meer treinen op een later uur in de nacht, onder meer in de richtingen Alkmaar, Arnhem, Deventer, Dordrecht, Nijmegen en Zwolle.

## Tussentijdse veranderingen
Tijdens het jaar wordt de dienstregeling herhaaldelijk aangepast. Meestal gaat het om kleine wijzigingen waarbij treinen enkele minuten eerder of later vertrekken, maar soms zijn er grotere wijzigingen:
- Per 14 juni 2015 stoppen de spits-intercity's die in de middag rijden vanuit Amsterdam Centraal naar Enkhuizen weer bij station Hoorn Kersenboogerd. Hierdoor stoppen in de middag/avond weer alle treinen bij station Hoorn Kersenboogerd.
- Per 13 juli 2015 stoppen de sprinters vanuit Utrecht Centraal naar Tiel op werkdagen tot 20:00 niet meer op station Utrecht Lunetten. In de richting van Utrecht Centraal stopten deze sprinters vanaf december 2013 al de gehele dag niet meer bij station Utrecht Lunetten.
- Per 5 oktober 2015 rijden er op doordeweekse dagen na 20:30 geen treinen tussen Zwolle en Wierden. Dit in verband met de elektrificatie van dit traject. Er rijden vervangende bussen.

1970 
· 2007-2009
(2008 
· 2009)
· 2010 
· 2011 
· 2012
· 2013
· 2014
· 2015
· 2016
· 2017
· 2018
· 2019
· 2020
· 2021
· 2022